# Zamoskvoretchie
Zamoskvoretchie (russe : Район Замоскворечье) est un arrondissement du centre de Moscou, situé au sud du district administratif central. 
Le quartier contient la moitié orientale de la zone historique de Zamoskvoretchie (sa moitié occidentale est administrée par le district de Iakimanka), ainsi que la zone entourant la rue Zatsepa et la gare de Paveliets au sud de la Ceinture des Jardins.
 
La frontière entre les districts de Iakimanka et Zamoskvoretchie suit la rue Baltchoug et la rue Bolchaïa Ordynka (nord de la Ceinture des Jardins), Korovy Val et la rue Mytnaïa (sud de la Ceinture des Jardins).